# Детский фольклор

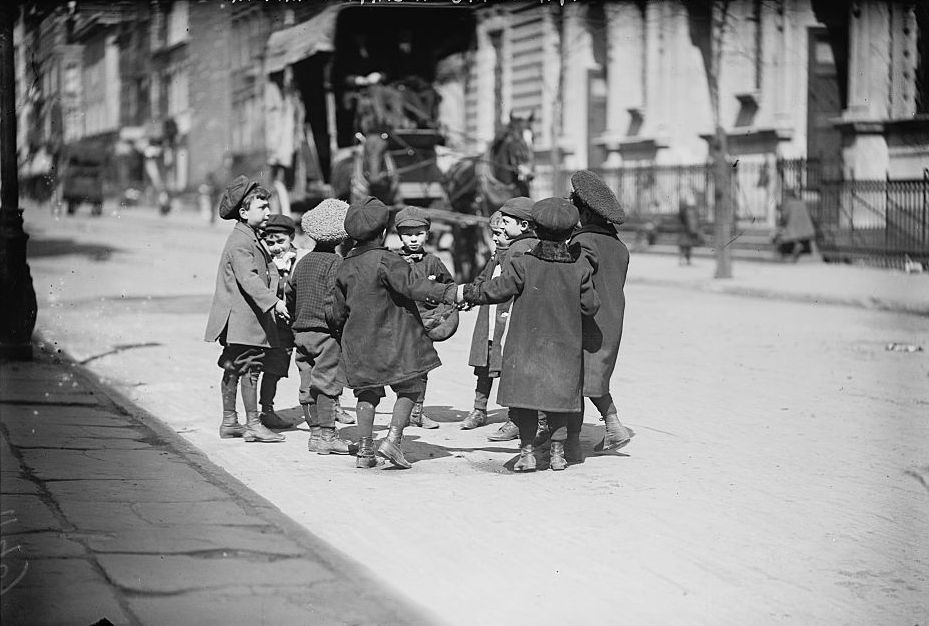
Группа детей в Нью-Йорке

Детский фольклор — многожанровая система, сложенная из прозаических, речитативных, песенных и игровых произведений.

## Виды детского фольклора
К детскому фольклору относят как творчество самих детей, так и произведения, которые составляются для детей взрослыми. Такое разделение происходит из-за того, что игровые и ритмико-интонационные навыки детей зависят от возраста. В раннем возрасте (с первых дней рождения и до 3 — 3,5 лет) эмоциональное, моторное и умственное развитие ребёнка зависит целиком от взрослых. Взрослые исполняют для детей раннего возраста колыбельные песни и разные потешки.
Вторую часть детского фольклора составляют произведения для детей среднего и старшего возраста. К ним относятся произведения, которые поются или ритмично произносятся: игровые песни, дразнилки, считалки, небылицы, заклички, шуточные песни, а также присказки, скороговорки, загадки, сказки. Некоторая их часть составлена взрослыми для детей, но большинство из этого вида — это творчество самих детей.

## Терминология и мнения учёных
Г. С. Виноградов, один из знатоков народного фольклора, первым стал широко употреблять термин «детский фольклор» и отмечал, что им целесообразно обозначать произведения, составленные самими детьми, а также поэзию пестования (небольшие лирические произведения, которые читают взрослые, лаская детей). Несколько позже к этому виду приобщили колыбельные песни (хотя некоторые учёные до сих пор считает их видом семейно-бытовой лирической песни). Также было обнаружено, что некоторые произведения, которые бытовали в среде взрослых, потеряв свой первоначальный сакральный смысл, в несколько видоизменённом, упрощённом виде перешли в детский фольклор. Все знатоки фольклора пришли к единому мнению, что к детскому фольклору относятся и произведения детей, и произведения, написанные для детей взрослыми. Детский фольклор имеет свою специфику: соответствует возрастному развитию детей в выборе тем, образов, идей; характеризуется сочетанием стихов и прозы с элементами игры, сопровождающими движениями; во многих произведениях (составленных взрослыми для детей) проявляется выраженное воспитательное значение.

## Разделение по жанрам
Все жанры детского фольклора можно условно разделить на три группы:
- произведения, созданные взрослыми для детей,
- произведения, которые перешли в детский фольклор из общего фольклора,
- произведения самих детей.

В отдельных случаях бывают произведения, которые нельзя отнести в одну группу. Каждая из этих групп имеет свои особенности, делится на меньшие подгруппы. Общая черта их всех — детская тематика, они составлены для детей до 5 лет.

## Потешки
Потешки — жанр детского фольклора, короткие песенки или небольшие стишки юмористического, шутливого содержания с игровыми сопровождающими движениями. Часто потешки используют вместо колыбельных песен. Их назначение — успокоить ребёнка. Наибольшую группу потешек составляют пестушки — короткие стихи, которыми взрослый подбадривает и веселит ребёнка. Например:

Ладушки, ладушки,

Где были? У бабушки.

Что ели? Кашку.

Что пили? Бражку.

А что на закуску?

Кислую капустку.

Попили, поели.

Кыш, полетели!

На головку сели.
Существует несколько вариантов этой потешки.
На Украине существует вид потешек, который называется чукикалки. Это стихотворения, которые читаются во время качания ребёнка на колене или ноге. Они включают в себя много литературных приёмов, таких, как аллитерация, ассонанс, звукоподражания. По словам Н. Сивачук, такие потешки читаются для ребёнка раннего возраста, поскольку тогда он ещё не понимает слов и воспринимает их звучание.
Звукоподражания ещё называют ономатопея. Этот вид детского фольклора отразил стремление ребёнка к игре звуком, желание подражать окружающей среде.

## Заклички
Заклички — один из видов закликательных песен языческого происхождения. Они отражают интересы и представления крестьян о хозяйстве и семье. Например, через все календарные песни проходит заклинание богатого урожая; для себя же дети и взрослые просили здоровья, счастья, богатства.
Заклички представляют собой обращение к солнцу, радуге, дождю и другим явлениям природы, а также к животным и особенно часто — к птицам, которые считались вестниками весны. Притом силы природы почитались как живые: к весне обращаются с просьбами, желают её скорейшего прихода, на зиму сетуют, жалуются.
Жаворонки, жавороночки!

Прилетите к нам,

Принесите нам лето теплое,

Унесите от нас зиму холодную.

Нам холодная зима надоскучила,

Руки, ноги отморозила.
Часто в закличках звучат обращения к стихиям и явлениям природы с целью вызвать разную погоду.

## Прибаутки
Прибаутка (от баять, то есть рассказывать) — стихотворная короткая весёлая история, которую рассказывает мама своему ребёнку, например:
Сова, совинька, сова,

Большая голова,

На колу сидела,

В стороны глядела,

Головой вертела.
Большая часть прибауток — небылицы.

## Сечки
Сечки — небольшие стихи, сопровождающиеся ударами по любому твёрдому предмету. В них присутствует скрытый счёт. Например:

Я пишу, пишу, пишу,

Шестнадцать палок напишу,

Если вы не верите,

Возьмите и проверьте.
Или:

Секу, секу сечку,

Высеку овечку.

Все мои пятнадцать —

Станьте в ряд!

## Мирилки
Мирилки — это короткие поэтические произведения, которые говорят дети в знак примирения. При чтении мирилок дети пожимаются мизинцами. По одной из версий, мирилки произошли от христианской традиции — перед исповедью просить прощения у родственников.
Например:

Мирись, мирись, мирись,

И больше не дерись

А если будешь драться,

То я начну кусаться.

А кусаться ни при чем,

Буду драться кирпичом,

А кирпич сломается –

Дружба начинается!
Или:

Пальчик за пальчик

Крепко возьмем,

Раньше дрались,

А теперь – нипочем!

## Страшилки
Страшилки являются частью детского фольклора. Чаще их придумывают сами дети в старшем возрасте. Это короткие рассказы с чертами мистики и фантастики. В страшилках сохранены основные черты эпических жанров. Рассказ, как правило, ведётся от третьего лица. Иногда кульминация совпадает с развязкой событий. Самые распространённые темы — загадочная смерть или убийство. Основной частью в характере страшилок является таинственность и описание сверхъестественных явлений. Эффект испуга достигается не только с помощью мистического содержания, но и с помощью повторов, усиления громкости и таинственности голоса. В цветовой гамме преобладают чёрный и красный — цвета смерти и крови. Преобладают определения «тёмная комната», «ядовитая пища», «страшный человек».